# San Giorgio a Liri
San Giorgio a Liri település Olaszországban, Lazio régióban, Frosinone megyében. Lakosainak száma 3005 fő (2023. január 1.). San Giorgio a Liri Castelnuovo Parano, Esperia, Pignataro Interamna, Sant’Apollinare és Vallemaio községekkel határos.

## Népesség
A település lakossága az elmúlt években az alábbi módon változott:
| Lakosok száma | 3150 | 3123 | 3005 |
|               | 2017 | 2018 | 2023 |